# Honorable maître d'art populaire d'Ukraine
Honorable maître d’art populaire d’Ukraine est une distinction ukrainienne.
Elle a été installée le 3 décembre 1958 sous le titre de « Honorable maître de l’art populaire de la RSS d’Ukraine ».
Elle est actuellement décernée par le Président de l’Ukraine conformément à la loi de l’Ukraine « Sur les prix d’État de l’Ukraine ». Conformément au Règlement sur les titres honorifiques de l’Ukraine daté du 29 juin 2001, ce titre est décerné à :
« maîtres qui ont créé des œuvres exceptionnelles dans le domaine de la broderie, de la moquette, du tissage, de la céramique, du verre, de la sculpture, du modelage, de la peinture décorative, de la peinture et de la sculpture, de la forge, de la fabrication d’instruments de musique uniques et d’autres types d’art décoratif et appliqué »
Quelques honorables maîtres d'art populaire d'Ukraine : Tetyana Konoval

## Liens
- Liste des ordres, décorations et médailles de l'Ukraine.